# 윤호 (평정공)

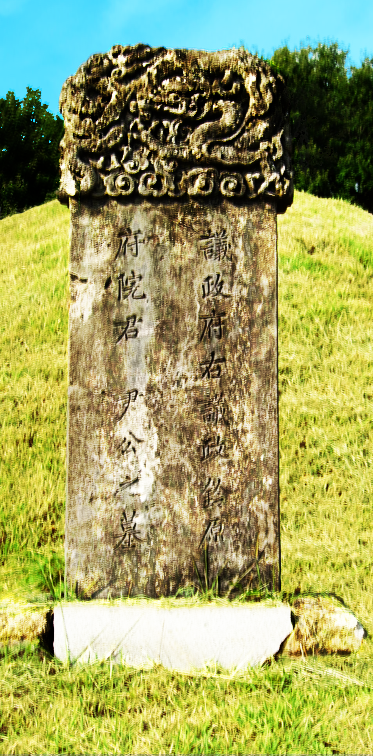
윤호 묘비명

윤호(尹壕, 1424년 ~ 1496년 4월 9일)는 조선시대 전기의 문신, 외척으로 성종의 장인이며 중종의 외할아버지이다. 본관은 파평(坡平)이고 자(字)는 숙보(叔保), 시호는 평정공(平靖公)이다.
1447년(세종 29년) 식년사마시 생원에 합격하여 생원이 되고 음서로 관직에 올라 군기시주부, 의금부도사 등을 지냈다. 행종부시승(行宗簿寺丞)으로 재직 중에는 세조반정에 참여한 공로로 1455년(세조 1년) 좌익원종공신(左翼原從功臣) 3등관에 책록되었다. 춘장문과 급제 후 딸이 성종의 계비가 되면서 고속승진하여 병조참지, 참판 등을 지내고 영원부원군에 봉군되었다. 이후 의정부우의정을 거쳐 영돈령부사에 이르렀고 1495년(성종 26) 궤장을 하사받고 기로소에 들어갔다.
실록에 의하면 성품이 검소하고 교만함이 없었다고 하나, 1470년(성종 1년) 영응대군의 종 금희(金希)를 도둑으로 몰고 매질을 하여 때려 죽였다. 그러나 정희왕후의 조카뻘 친족이라는 이유로 처벌받지 않기도 했다. 세조의 장인 윤번의 친족으로, 윤번은 그의 재종조부가 된다. 윤은로, 윤탕로, 정현왕후의 아버지이며, 윤필상, 윤사로 등은 그의 당조카가 된다.

## 생애

### 생애 초반
고려말 문하평리를 지낸 윤승순의 증손이자 윤곤의 손자이며, 첨지중추부사를 지내고 사후 증 보국숭록대부 영중추부사 영천부원군에 추증된 윤삼산(尹三山)의 아들이다. 윤승순의 형제 판도판서 윤승례는 세조의 장인 정정공 윤번의 아버지였다. 그래서 세조의 장인 윤번은 윤호의 재종조부, 세조비 정희왕후는 7촌 재종고모가 된다.
1447년(세종 29년) 식년시(式年試) 생원시에 응시하여 3등으로 입격하여 생원(生員)되었다. 그 뒤 음서로 관직에 올라 군기시주부, 의금부도사 등을 지내고 신창현감으로 발령되었다가 밀양부사, 양주목사 등을 지냈다.
행종부시승(行宗簿寺丞)으로 재직 중 1455년(세조 1년) 세조 반정 이후 좌익원종공신(左翼原從功臣) 3등관에 책록되었다. 그 뒤 천릉도감의 민혜(閔憓)가 뇌물을 받고 군사를 놓아준 일이 발각되었는데 이를 알면서도 보고하지 않았다 하여 의금부의 탄핵을 받고 추국당했다. 그러나 예종의 특명으로 곧 석방되었다. 이후 양주목사로 부임하였다.

### 관료 생활
1470년(성종 1년) 영응대군의 종 금희(金希)를 도둑으로 몰아 매질을 하려 발을 부러뜨리고 계속 때려 죽게 하였다. 그러나 정희왕후의 삼종질이라 아무도 건드리지 못하였다. 그러나 정희왕후가 특명을 내려 그를 잡아다가 국문케 하였다.
듣건대, 영응대군(永膺大君)의 종[奴] 금희(金希)가 양주(楊州)에 사는데, 목사(牧使) 윤호(尹壕)가 남의 망령된 소송을 듣고 도둑으로 몰아 매를 때려서 그 발을 분질렀으며, 그로 인해 치사(致死)하였다. 그 아내가 억울함을 호소하고자 하였으나, 영응대군(永膺大君)의 부인이 윤호가 나의 족친이 된다고 하여 금하고서 고하지 못하게 하였다고 한다. 윤호가 비록 나의 족친일지라도 어찌 형벌을 잘못하여 사람을 죽여도 좋겠느냐? 금희의 아내를 불러 사실을 묻고, 윤호를 나치(拿致)하여 국문하라.

1472년 성종의 광릉 참배에 배종하였고, 그해 3월 통정대부(通政大夫)로 승진하여 다시 행양주 목사(行楊州牧使)에 임명되었으며, 6월 병조참지가 되었다. 1473년 딸 윤씨가 성종의 후궁 숙의(淑儀)로 간택되어 입궐하였다.
1475년(성종 6년) 가선대부(嘉善大夫) 경상도 관찰사(慶尙道觀察使)가 되었다. 그해 조정에 입궐하여 사직 상소를 내렸으나 왕이 무마시켜 되돌려보냈다.

### 과거 급제 이후
1476년(성종 7년) 춘장문과(春場文科)에 병과로 급제하였다. 1477년 병조참지(參知)를 지냈다. 그 뒤 병조참판을 지냈고 1478년 4월초 한성부 좌윤(漢城府左尹)이 되었다가 4월말 한성부 우윤(漢城府右尹)으로 전임되었다.
1478년 공조참판이 되었다가 공조참판으로 정조사(正朝使)가 되어 명나라의 북경에 다녀오기도 했다. 그해 말 귀국한 뒤, 행 첨지중추부사(行僉知中樞府事)를 거쳐 경기 관찰사(京畿觀察使)에 임명되었다. 그해 11월 사헌부 대사헌(司憲府大司憲) 이극기(李克基) 등으로부터 관찰사 제수가 부당하다며 체직을 청하는 탄핵을 받았다. 왕은 처음에 체직하려 했다가 취소하였고 이후 사헌부와 사간원으로부터 여러 번 탄핵을 당했다. 이후 계속 체직을 청하는 상소가 올라오자 입조하여 스스로 사퇴하였으나 왕이 무마시키고 되돌려보냈다.
1479년 성종이 거동할 때 횃불의 수가 적었다 하여 장령(掌令) 신형(申泂) 등의 탄핵을 받았으나 왕이 무마하였고, 이어 사간원 대사간(司諫院大司諫) 박안성(朴安性) 등이 여러번 탄핵하였으나 왕이 무마시켰다. 그해 윤 10월 병조 참판(兵曹參判)을 거쳐 1480년 딸이 성종의 계비로 책봉되어 정현왕후가 되자, 성종의 국구(國舅)로서 영돈령부사에 임명되고 영원부원군(鈴原府院君)에 봉해졌다.
1482년 사복시제조, 1483년 산릉 도감 제조(山陵都監提調), 1485년 사복시제조(司僕寺提調)를 거쳐 1488년 대광 보국 숭록 대부(大匡輔國崇祿大夫)로 승진하고 다시 영돈령부사가 되었다. 1489년 사복시제조를 겸하였고, 유도 대장(留都大將)에 임명되었다가 다시 사복시제조를 겸하였다. 1490년 도제조(都提調)가 되었다.

### 생애 후반

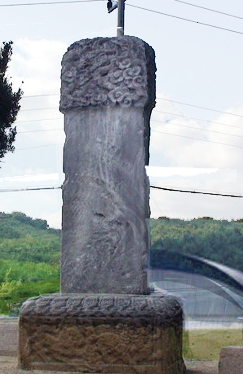
윤호 신도비
(연천군 미산면 아미2리 대로변)

1493년(성종 24년) 4월 의정부우의정에 임명되었다가 사헌부 대사헌 허침(許琛) 등으로부터 적임자가 아니라는 이유로 계속 탄핵을 당했다. 그해 기로소(耆老所)에 들어갔으며 궤장(几杖)을 하사받았다. 그해 10월 다시 영돈녕부사가 되었다.
성품이 검소하고 무교(無驕)하며 외척으로서 세도는 추호도 찾을 수 없었다. 그 뒤 다시 영돈령부사에 임명되었다. 저서로는 《구급간이방 (救急簡易方)》이 있고, 아들 윤탕로와의 공저 《파천집 坡川集》이 있다.

### 사후
묘는 경기도 마전군 군내면 아미리(현, 연천군 미산면 아미2리 산131-1)에 있다. 그의 묘소는 후에 연천군 향토유적 제6호로 지정된다. 시호는 평정(平靖)이다. 신도비문은 임사홍이 비문을 썼다.

## 저서
- 파천집, 아들 탕로와 공저
- 구급간이방 (救急簡易方)

## 가족 관계
- 할아버지 : 윤곤(尹坤)
  - 아버지 : 윤삼산(尹三山, 1406 ~ 1457) - 한명회의 고종형이자, 정희왕후의 재종형이다.
  - 어머니 : 고성이씨(固城李氏), 의정부좌의정 이원(李原)의 딸
    - 형님 : 윤오(尹塢) - 선공감 부정
    - 형님 : 윤당(尹塘)
    - 동생 : 윤해(尹垓)
    - 동생 : 윤탄(尹坦)
    - 동생 : 윤파(尹坡)
    - 부인 : 연안부부인 연안전씨(延安府夫人 延安田氏, 부승(副丞) 전좌명(田佐命)의 딸)
      - 장남 : 윤은로(尹殷老)
      - 장녀 : 정현왕후
      - 사위 : 제 9대 성종
      - 차남 : 윤탕로(尹湯老)

    - 사돈 : 덕종, 인수대비

  - 장인 : 전좌명(田佐命)

## 관련 작품

### 텔레비전 드라마
- 《왕과 나》 (SBS 2007년~2008년 배우:최종환)
- 《인수대비》 (JTBC, 2011년~2012년 배우:조승연)

## 평가
성품이 검소하고 교만하지 않아서 외척으로서의 세도는 찾아볼 수 없었다는 평가가 있다. 저서는 파천집이 있다.
그러나 자기 주장이 없고 매양 조정에서 크게 의논할 적을 당하면 반드시 말하기를, ‘아뢴 바에 의하여 시행하소서.’라고 하였으므로, 당시의 사람들이 그를 일컬어 말하기를, '아뢴 바에 의하는 재상(依所啓宰相)'이라 불렀다며 비꼬기도 했다.

## 같이 보기
| - 정현왕후 - 성종 - 중종 - 정현옹주 - 윤번 - 윤필상 - 윤탕로 | - 한명회 - 윤사로 - 윤삼산 - 정희왕후 |